# Gospodarka Gruzji
Mimo dużych zniszczeń, które gospodarka Gruzji doświadczyła w czasie wojny domowej w latach 90. XX w. Gruzja dzięki pomocy Międzynarodowego Funduszu Walutowego i Banku Światowego od 2000 r. dokonała zasadniczego rozwoju gospodarczego osiągając spory wzrost produktu narodowego brutto (PKB) i zwalczyła inflację. W okresie tym Gruzja przeszła poważną transformację ustrojową przechodząc z gospodarki planowej w stylu ZSRR do systemu wolnorynkowego, opartego na prywatnej własności.
Przyrost PKB, stymulowany rozwojem sektora przemysłu i usług, utrzymywał się w latach 2005–2007 na poziomie 9–12%. W 2006, Bank Światowy określił Gruzję najlepiej reformowanym krajem na świecie.
Najpopularniejszym towarem eksportowym jest wino gruzińskie.

## Emisja gazów cieplarnianych
Emisja równoważnika dwutlenku węgla z terenu Gruzińskiej SRR wyniosła w 1990 roku 42,801 Mt, z czego 34,745 Mt stanowił dwutlenek węgla. W przeliczeniu na mieszkańca emisja wyniosła wówczas 6,422 t dwutlenku węgla, a w przeliczeniu na 1000 dolarów PKB 906 kg. Głównym źródłem emisji, odpowiedzialnym mniej więcej za jej połowę, była wówczas energetyka. Po rozpadzie ZSRR emisje dwutlenku węgla w republice drastycznie spadły, przez co mniej więcej stała emisja metanu na przełomie XX i XXI w. zaczęła jej dorównywać, a nawet przekraczać. Od tego czasu rosną, z niewielkim zahamowaniem w okresie 2008-2010, nie osiągając jednak poziomu z początku lat 90. W 2018 emisja dwutlenku węgla pochodzenia kopalnego wyniosła 10,809 Mt, a w przeliczeniu na mieszkańca 2,787 t i w przeliczeniu na 1000 dolarów PKB 288 kg. W tym czasie wzrósł udział emisji z transportu, a udział energetyki znacząco zmalał.

## Galeria

Gospodarka Gruzji
Rozwój PKB per capita (PPP) w Gruzji w porównaniu z innymi państwami byłego ZSRR w latach 1994-2014 i prognoza na lata 2015-2020
Główna siedziba Banku Gruzji w Tbilisi, 2016